# Gordon Sigurjonson

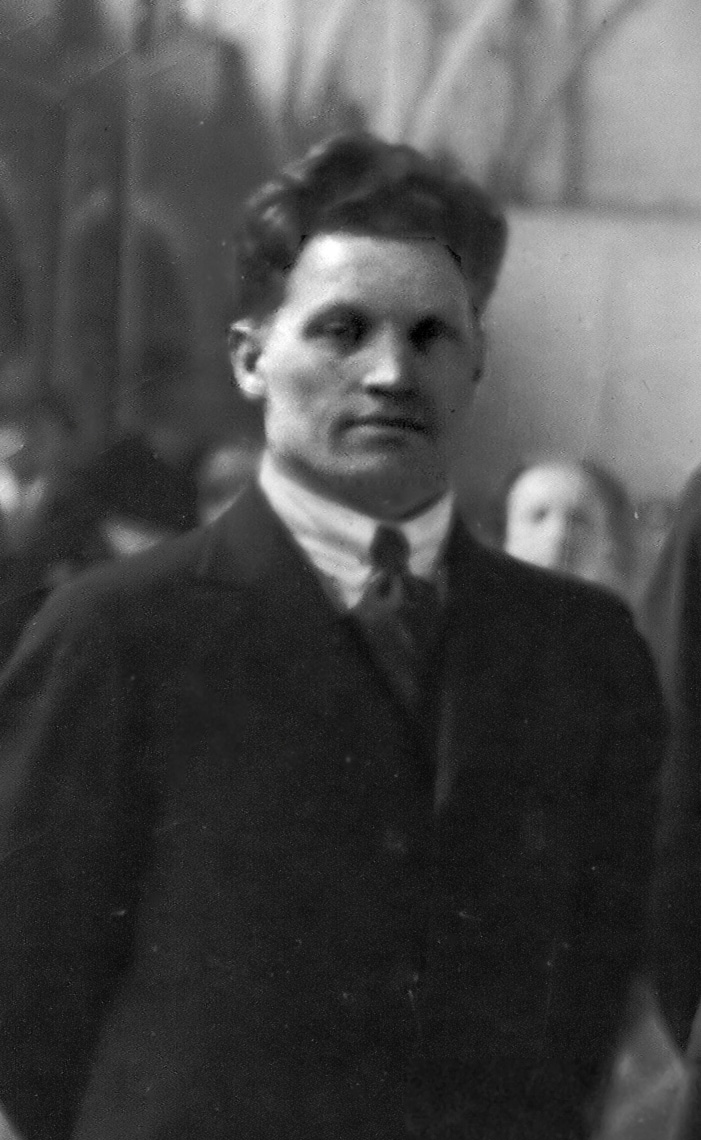
Gudmundur Gordon Sigurjonsson

Guðmundur „Gordon“ Sigurjónsson (* 15. April 1883 in Suður-Þingeyjarsýsla, Island, damals zu Dänemark; † 1967 in Reykjavík, Island) war ein Eishockey- und Leichtathletiktrainer.

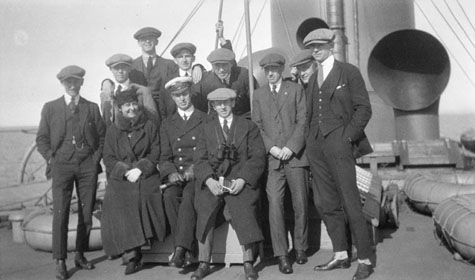
Mannschaftsfoto der Winnipeg Falcons vor der Abreise nach Antwerpen 1920

Bei den Olympischen Sommerspielen 1908 in London demonstrierte Sigurjonson die isländische Variante des Ringens, Glíma. Bald darauf emigrierte er nach Kanada und nahm mit den kanadischen Streitkräften am Ersten Weltkrieg teil.
Bei den Olympischen Sommerspielen 1920 in Antwerpen gewann er als Cheftrainer mit der kanadischen Nationalmannschaft, die sich aus Spielern der Winnipeg Falcons zusammensetzte, die Goldmedaille im olympischen Eishockeyturnier. Im selben Jahr gewann er zudem mit den Falcons den Allan Cup.
Aufgrund des Erfolgs mit dem Eishockeyteam wurde er während der Sommerspiele, die sich über mehrere Monate hinzogen, vom schwedischen Leichtathletikverband als Trainer verpflichtet.

## Erfolge und Auszeichnungen
- 1920 Goldmedaille bei den Olympischen Sommerspielen
- 1920 Allan-Cup-Gewinner mit den Winnipeg Falcons